# Nemaster grandis
Nemaster grandis är en sjöliljeart som beskrevs av Clark 1909. Nemaster grandis ingår i släktet Nemaster och familjen Comasteridae. Inga underarter finns listade i Catalogue of Life.